# Орден Социальных заслуг (Франция)
Орден Социальных заслуг (фр. Ordre du Mérite social) — упразднённая ведомственная награда Франции, находившаяся в ведении Министерства труда и социального обеспечения. Был учреждён декретом от 25 октября 1936 года и упразднён в результате орденской реформы 3 декабря 1963 года.

## История
Знаки ордена
Орден Социальных заслуг был учреждён декретом от 25 октября 1936 года для вознаграждения служащих общественных организаций и учреждений за заслуги в области социального обеспечения, социальной взаимопомощи и социального страхования. Орден был призван заменить собой существовавшие на тот момент медали: Почётную медаль Взаимности (фр. Médaille d'honneur de la Mutualité, учреждена 26 марта 1852 года), Почётную медаль Социального обеспечения (фр. Médaille d'honneur de la Prévoyance Sociale, учреждена 1 декабря 1922 года) и Почётную медаль Социального страхования (фр. Médaille d'honneur des Assurances Sociales, учреждена 27 февраля 1923 года). При этом награждённые этими медалями были приняты в новый орден по соответствующим степеням.
В 1939 году было определено место ордена Социальных заслуг в иерархии французских наград — после ордена Сельскохозяйственных заслуг и перед почётными медалями.
Орден находился в ведении Министра труда и социального обеспечения и управлялся Советом ордена. Статут ордена изменялся постановлением от 16 ноября 1936 года и декретами от 14 февраля 1937 года и 5 февраля 1951 года.
Орден Социальных заслуг был упразднён декретом от 3 декабря 1963 года, которым был учреждён Национальный орден Заслуг, заменивший собой многочисленные ведомственные ордена заслуг. Награждённые орденом Социальных заслуг сохранили право носить знаки ордена и пользоваться положенными льготами и после его упразднения.

## Степени ордена
Орден Социальных заслуг состоял из трёх степеней:
 Командор (фр. Commandeur) — знак на ленте, носимый на шее; высшая степень ордена;
 Офицер (фр. Officier) — знак на ленте с розеткой, носимый на левой стороне груди;
 Кавалер (фр. Chevalier) — знак на ленте, носимый на левой стороне груди.

## Условия награждения
Кандидат в кавалеры ордена должен был быть не моложе 32 лет от роду, пользоваться гражданскими правами и иметь не менее 5 лет стажа в социальной сфере. Награждение офицерской степенью ордена могло быть произведено не ранее 8 лет после получения кавалерской степени, а командорской степенью — не ранее 5 лет после получения офицерской.
В случае особенных заслуг условия к кандидату могли быть смягчены по особому рассмотрению в Совете ордена.
Члены Совета ордена становились командорами ордена ex officio.

## Знаки ордена
Знак ордена представляет собой семиконечную звезду голубой эмали с шариками на концах. Лучи звезды соединены лавровым венком без эмали. В центре лицевой стороны знака круглый медальон без эмали с широким ободком белой эмали. В центре медальона лицевое рельефное изображение головы Марианны (символизирующей Республику Францию). На ободке надпись — «MÉRITE SOCIAL» и внизу точка. В центре оборотной стороны знака круглый медальон без эмали с узким ободком белой эмали. В центре медальона надпись в 3 строки — «MINISTÉRE / DU / TRAVAIL».
Знаки кавалера и офицера через скобу на верхнем луче знака и кольцо крепится к орденской ленте. Знак командора через скобу на верхнем луче знака подвешивается к овальному лавровому венку без эмали, который через кольцо крепится к орденской ленте. Размеры знаков кавалера и офицера — 40 мм, командора — 80 мм. Знак кавалера — серебряный, офицера и командора — золотой или позолоченный.
Лента ордена, шириной 33 мм, оранжевая с голубыми полосками (шириной 6 мм) по краям. К ленте офицера крепится розетка из этой же ленты.
Для повседневного ношения на гражданской одежде предусмотрены розетки из ленты ордена, а для ношения на мундирах — орденские планки.
Версии знака ордена :

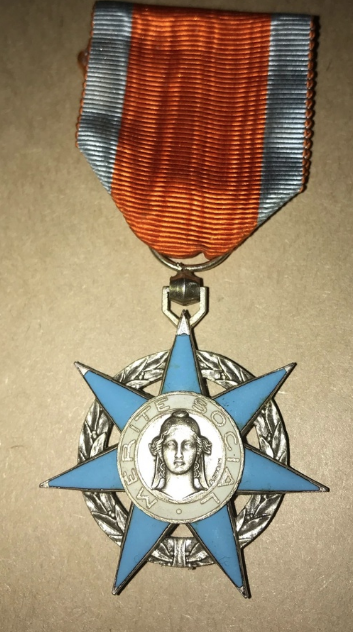
Версия Парижского монетного двора

- Версия Парижского монетного двора : без шаров на кончиках лучей звезды, другая версия медальона с Марианной, мастер-медальер — Пьер Тюрин (P. Turin). На реверсе, на месте крепления кольца и знака, два клейма — рога изобилия.
- Версия для иных производителей : с шарами на кончиках лучей звезды, другая версия медальона с Марианной, мастер-медальер — Морис Делануа.

Также немного могут отличаться венки, присутствовать различные клейма. 